# Lygodactylus fischeri
Lygodactylus fischeri là một loài thằn lằn trong họ Gekkonidae. Loài này được Boulenger mô tả khoa học đầu tiên năm 1890.